# فيليبي سافيدرا
فيليبي سافيدرا (بالإسبانية: Felipe Saavedra)‏ (26 سبتمبر 1996 في تشيلي - ) هو لاعب كرة قدم تشيلي في مركز الدفاع. لعب مع نادي أونيفرسيداد دي تشيلي.

## وصلات خارجية
- فيليبي سافيدرا على موقع قاعدة بيانات كرة القدم.إي يو (الإنجليزية)
- فيليبي سافيدرا على موقع Soccerway.com (الإنجليزية)
- فيليبي سافيدرا على موقع AS.com (الإسبانية)